# Achojcha rellena
 (novembre 2021).
L'achojcha rellena (également appelé caigua rellena) est un plat typique bolivien et péruvien.

## Variantes

### Bolivie
En Bolivie, l'achojcha rellena (du quechua achuqcha) est préparé en ouvrant le fruit du Cyclanthera pedata, appelé Achojcha, et en le farcissant d'oignons, de pommes de terre, d'œufs et de viande de bœuf, principalement (rellena veut dire « farcie »). Il est frit après que l'achojcha a été enrobé de farine et d'œuf,. Il peut également être consommé dans un piment.

### Pérou
Au Pérou, le caigua (du quechua qaywa) est généralement servi avec du riz blanc. En plus de la viande et de l'oignon, la farce comprend généralement des cacahuètes et des olives. Contrairement à la version bolivienne, les caiguas péruviens ne sont pas farinés avant d'être frits.
Elles étaient autrefois appelées albóndigas en raison du mélange de bœuf ou de porc haché,, ou de thon en conserve, d'olives, de raisins secs, d'un œuf dur haché et de pain trempé, de sorte que dans la cuisine péruvienne, les boulettes de viande ne sont pas servies sous une forme sphérique mais comme une garniture végétale.